# Monte Castelo
Monte Castelo este un oraș în Santa Catarina (SC), Brazilia.